# محوطه انبارسر
محوطه انبارسر  مربوط به دوران‌های تاریخی پس از اسلام است و در شهرستان جویبار، بخش گیل خوران، روستای انبارسر واقع شده و این اثر در تاریخ ۱ مهر ۱۳۸۲ با شمارهٔ ثبت ۱۰۲۶۴ به‌عنوان یکی از آثار ملی ایران به ثبت رسیده است.